# Base Cámara

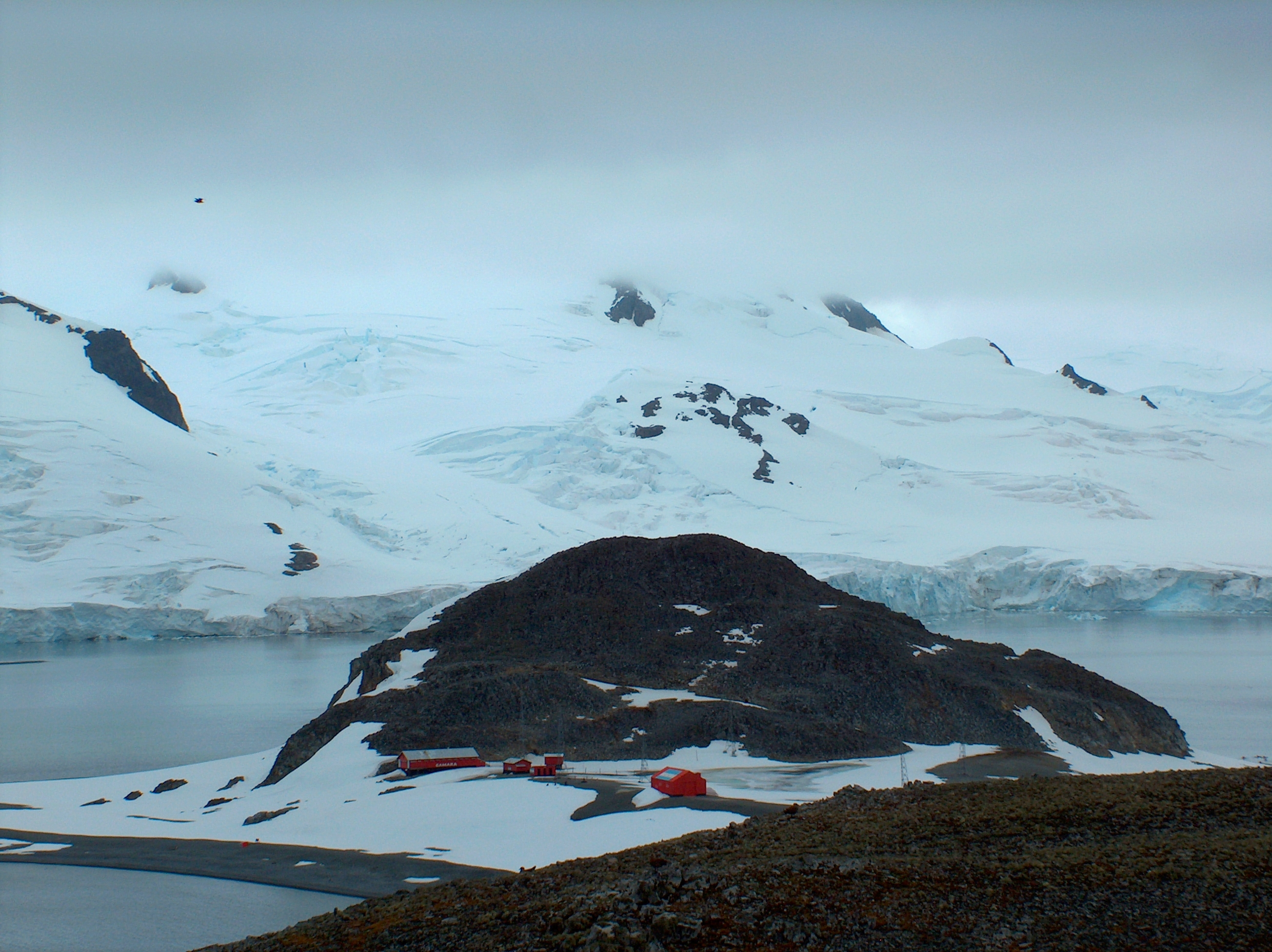
Base Cámara

La base Cámara (in spagnolo Base Cámara) è una base antartica temporanea argentina intitolata al tenente don Juan Cámara.

## Ubicazione
Localizzata a ad una latitudine di 62° 36' sud e ad una longitudine di 59°54' ovest la stazione si trova sull'isola Half Moon, nelle Isole Shetland Meridionali.
Il primo insediamento argentino nella zona è stato inaugurato il 1º aprile 1953, come base navale chiamata Destacamento Bahia Luna. La stazione ha operato come base estiva sino alla stagione antartica 1997/98. Attualmente viene abitata soltanto per progetti specifici, solitamente durante la stagione estiva.
La base svolge osservazioni meteorologiche con continuità dal 1953.